# Notabitur
El conocido como Notabitur, Notreifeprüfung o Kriegsabitur era un Abitur simplificado. Fue establecido en Alemania en la Primera y la Segunda Guerra Mundial. En Austria, este examen en tiempos de guerra fue denominado Kriegsmatura. En algunos institutos de Prusia, ya existió ese examen preferencial entre 1866 y 1870, para que los estudiantes pudieran alistarse como voluntarios en la guerra.

## Primera Guerra Mundial
En la Primera Guerra Mundial , hubo un Notabitur a partir de agosto de 1914, para permitir a los jóvenes abandonar el bachillerato, para ingresar voluntariamente en el ejército.

## Segunda Guerra Mundial
El Notabitur fue establecido en la Alemania Nazi el 8 de septiembre de 1939, una semana después de la invasión de Polonia.
Como los reclutamientos durante la guerra se realizaban un par de meses antes por cada año, los estudiantes debían siempre terminar sus estudios antes de incorporarse al ejército. Así, a partir de 1943 (los nacidos entre 1925 a 1928) la mayoría de los estudiantes salieron de la escuela con la enseñanza primaria (Reifevermerk) y solo unos pocos con el Notabitur. En la Pascua de 1944 y 1945, estaban en la clase solo niñas.
Los alumnos nacidos en 1926, 1927 y 1928 fueron a la edad de 16 años como Flakhelfer a la guerra y alojados cerca de las respectivas Geschützstellung, recibiendo también alguna enseñanza allí. 
El Notabitur y, en particular, el Reifevermerk,  después de la Segunda Guerra Mundial, a menudo no fueron aceptados en las Universidades.